# Halvorch
En halvorch är en fiktiv varelse som förekommer i J.R.R. Tolkiens böcker och andra fantasyverk som exempelvis Dungeons & Dragons. Även i spel förekommer denna ras. Halvorchen är en korsning mellan en orch och människa.